# Wootton (Vale of White Horse)
Pour les articles homonymes, voir Wootton.
Wootton est une paroisse civile et un village de l'Oxfordshire, en Angleterre.